# Страта (блюдо)

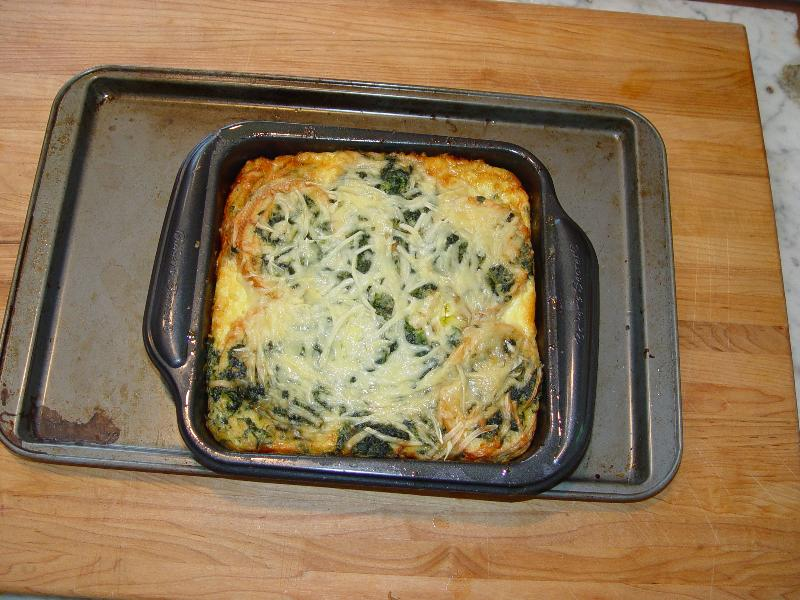
Страта на завтрак

Страта или стратта (англ. Strata, stratta) — семейство слоёных запеканок с хлебом в американской кухне. По традиционному рецепту, хлеб укладывается слоями, отсюда и название блюда (от лат. stratum — «слой, пласт»). Самый ранний известный рецепт страты - это рецепт Сырной страты 1902 года: хлебная запеканка с корочкой, с белым соусом и сыром, но без яиц .
Самый распространенный современный вариант - это блюдо для позднего завтрака (бранча), приготовленное из смеси хлеба, яиц и сыра. Страта также может включать мясо, грибы и овощи, как, например, в популярном рецепте в серии кулинарных книг Silver Palate Good Times Cookbook (1984) авторства известных поваров и кулинарных писательниц Джули Россо и Шейлы Лукинс .
Также ингредиенты могут быть смешаны вместе (хлеб при этом нарезается кусочками), как в пикантном хлебном пудинге, и залиты взбитой яичной смесью . Блюдо должно хорошо пропитаться, поэтому требует отдыха от одного часа до ночи перед запеканием . Подается тёплым. Выбор вида хлеба влияет на вкус страты.